# Kaiserstraße 40 (Quedlinburg)

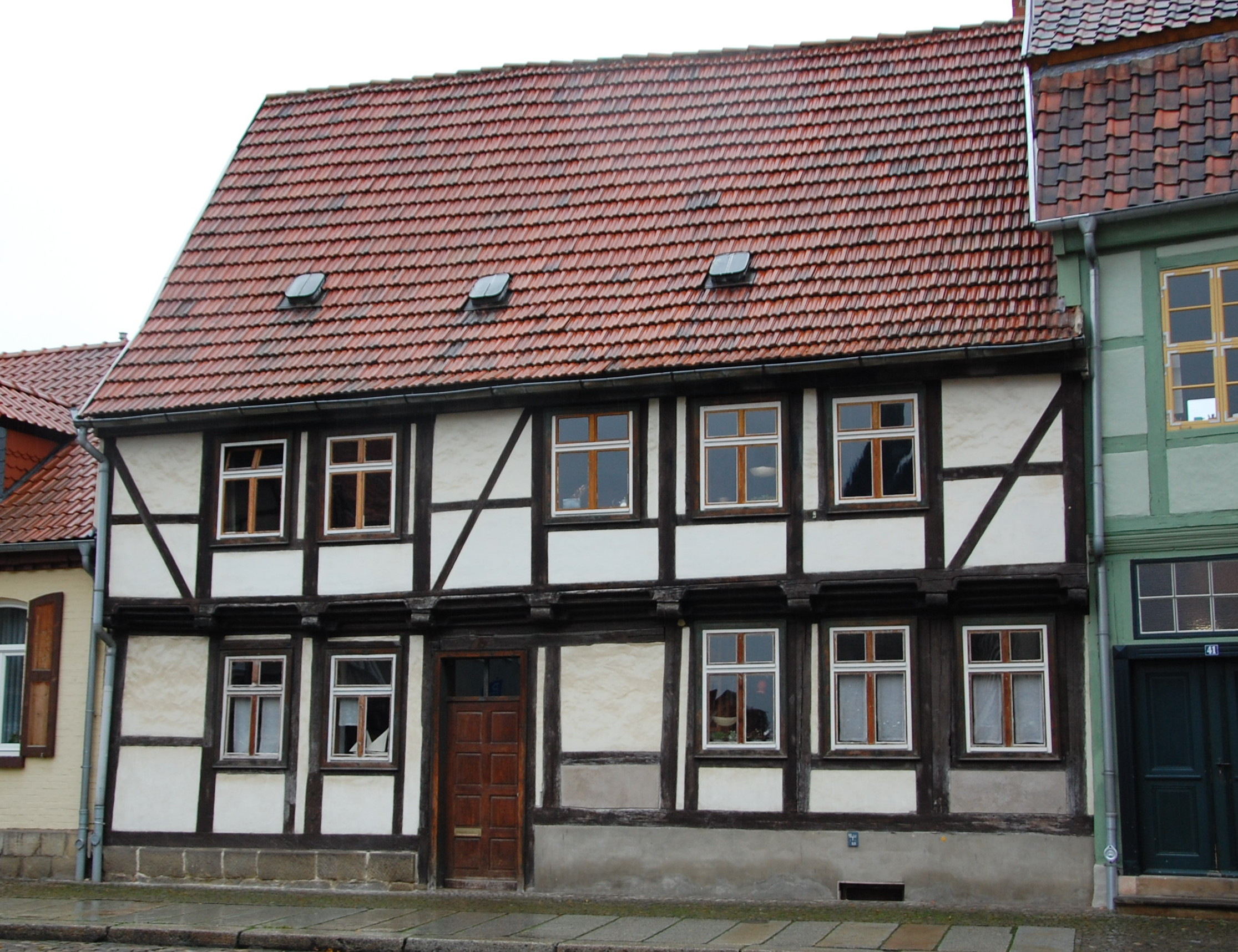
Kaiserstraße 40

Das Haus Kaiserstraße 40 ist ein denkmalgeschütztes Gebäude in der Stadt Quedlinburg in Sachsen-Anhalt.

## Lage
Es befindet sich in der historischen Quedlinburger Neustadt auf der Südseite der Kaiserstraße, in der Nähe zur Einmündung auf die Pölkenstraße und ist im Quedlinburger Denkmalverzeichnis als Wohnhaus eingetragen.

## Architektur und Geschichte
Das zweigeschossige Fachwerkhaus entstand in der Zeit um 1600 und ist damit eines der ältesten erhalten gebliebenen Gebäude der Kaiserstraße. An der Fachwerkfassade finden sich Balkenköpfe in Walzenform. Sowohl an der Stockschwelle als auch an den Füllhölzern wurden kräftige Schiffskehlenprofile eingearbeitet.
Auf dem Hof des Anwesens befindet sich auf der Ostseite ein ebenfalls in Fachwerkbauweise gebauter Gebäudeflügel aus dem 18. Jahrhundert.